# Centrarthra albipuncta
Centrarthra albipuncta là một loài bướm đêm trong họ Noctuidae.